# بيتر فرنسيس مارتن
بيتر فرنسيس مارتن (بالإنجليزية: Peter Francis Martin)‏ هو سياسي كندي، ولد في 13 يناير 1856 في كندا، وتوفي في 2 مايو 1935 في نفس البلد. حزبياً، نشط في Unionist Party (Canada) ‏ (17 ديسمبر 1917 – 4 ديسمبر 1921) وحزب كندا المحافظ.

## مناصب
- انتخب عمدة هاليفاكس (1915 – 1918).
- انتخب عضو مجلس بلدية [الإنجليزية]‏ History of Halifax, Nova Scotia [الإنجليزية]‏.
- انتخب عضو مجلس الشيوخ الكندي (5 ديسمبر 1921 – 2 مايو 1935).
- انتخب عضو مجلس العموم الكندي عن دائرة هاليفاكس [الإنجليزية]‏ (18 مارس 1918 – 4 أكتوبر 1921).